# Форбах (Баден)
Форбах (нім. Forbach) — громада в Німеччині, знаходиться в землі Баден-Вюртемберг. Підпорядковується адміністративному округу Карлсруе. Входить до складу району Раштат.
Площа — 131,82 км2. Населення становить 4619 ос. (станом на 31 грудня 2020).